# Hip-O Records
Hip-O Records es una compañía discográfica subsidiaria del grupo Universal Music Group.

## Historia
La fundación de Hi-O Records tiene sus raíces en la relación de Doug Morris, presidente y director general de Universal Music Group, con Rhino Records. Como copresidente de Atlantic Records, parte del grupo Warner Music Group durante la década de 1990, Morris observó el éxito financiero de Rhino frente a sus rivales Capitol Records y EMI. EMI había tomado una posición de equidad en Rhino como una relación bilateral: Rhino proporcionaba asistencia invaluable en el envasado y comercialización del catálogo de EMI, mientras que EMI proporcionaba dificultades crecientes a la hora de acceder a grabaciones originales. La asociación fue prestigiosa y rentable para ambos grupos. Durante una renegociación en 1992, Morris consiguió una participación del 50% en Rhino, que energizó la rentabilidad de ambos.
Morris abandonó Atlantic Records en 1995 durante una reorganización interna y llegó a MCA Records. El empresario reconoció que la historia del sello ofrecía una oportunidad paralela para comercializar el viejo catálogo musical del grupo, pero el equipo ejecutivo de Rhino estaba atado con el acuerdo firmado con Atlantic. Debido a ello, Morris creó su propio sello paralelo a Rhino en todos los sentidos, a nombre de la compañía.
Hoy, como parte de Universal Music Group, Hip-O reedita gran parte del largo catálogo musical de UMG, incluyendo discos de  Decca, Interscope, Geffen, A&M, Mercury, Polydor, MCA y Island, entre otros.

## Hip-O Select
Hip-O Select, un sello para reediciones limitadas en internet, ha publicado numerosos clásicos remasterizados de artistas como  Chuck Berry, Bo Diddley, Etta James, The Miracles, Tammi Terrell y Muddy Waters. Está también publicando The Complete Motown Singles, una serie de catorce cajas recopilatorias que incluyen todos los sencillos de Motown Records y de sus subsidiarias durante la época. Su catálogo incluye varios álbumes previamente inéditos y recopilaciones de los vaúles de Motown. Hip-O Select también publicó un set de los sencillos de James Brown.